# 小野市立好古館

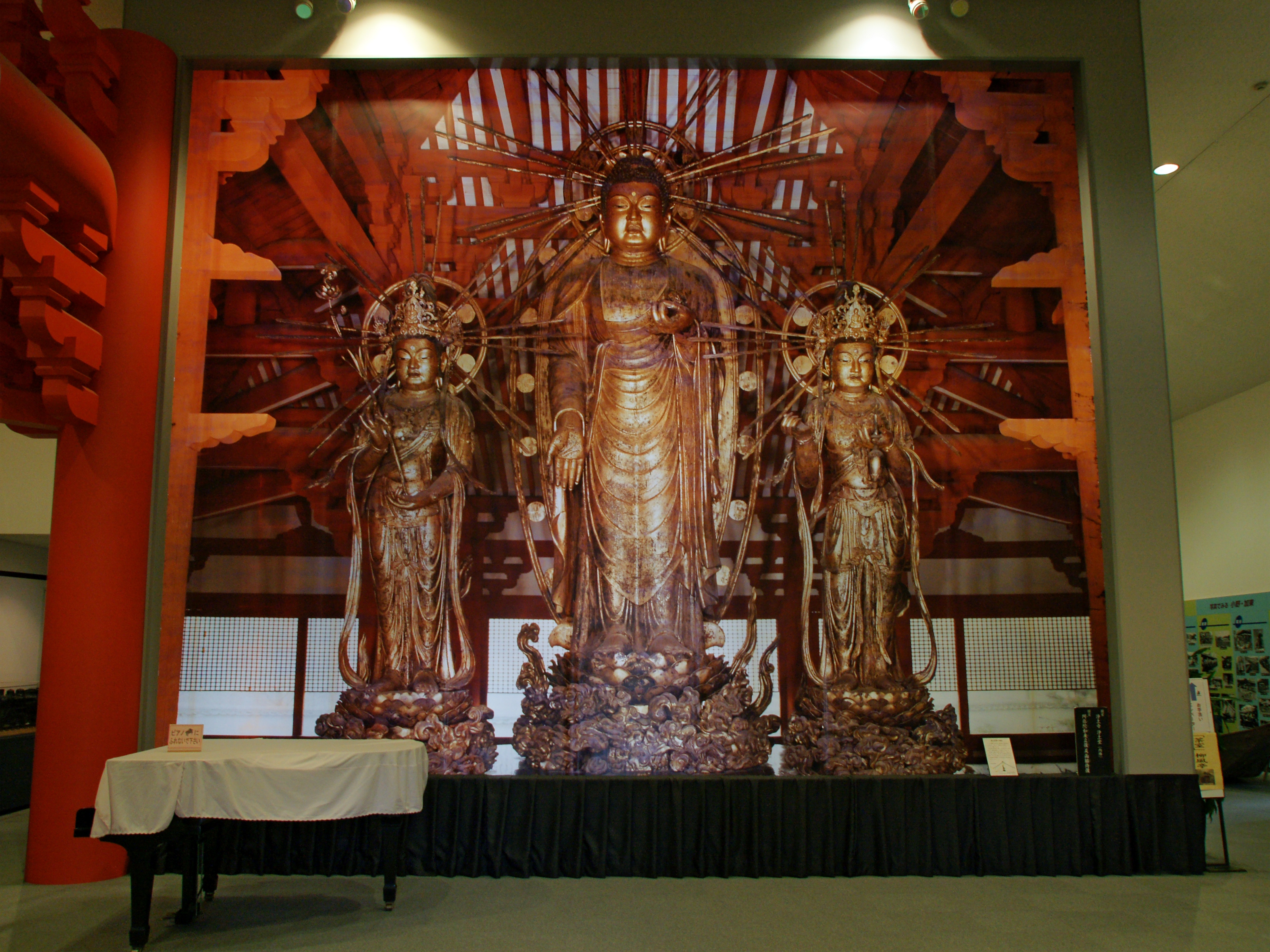
エントランスホールの浄土寺阿弥陀三尊像のスライド（高さ5m60cm、幅7m1cm）

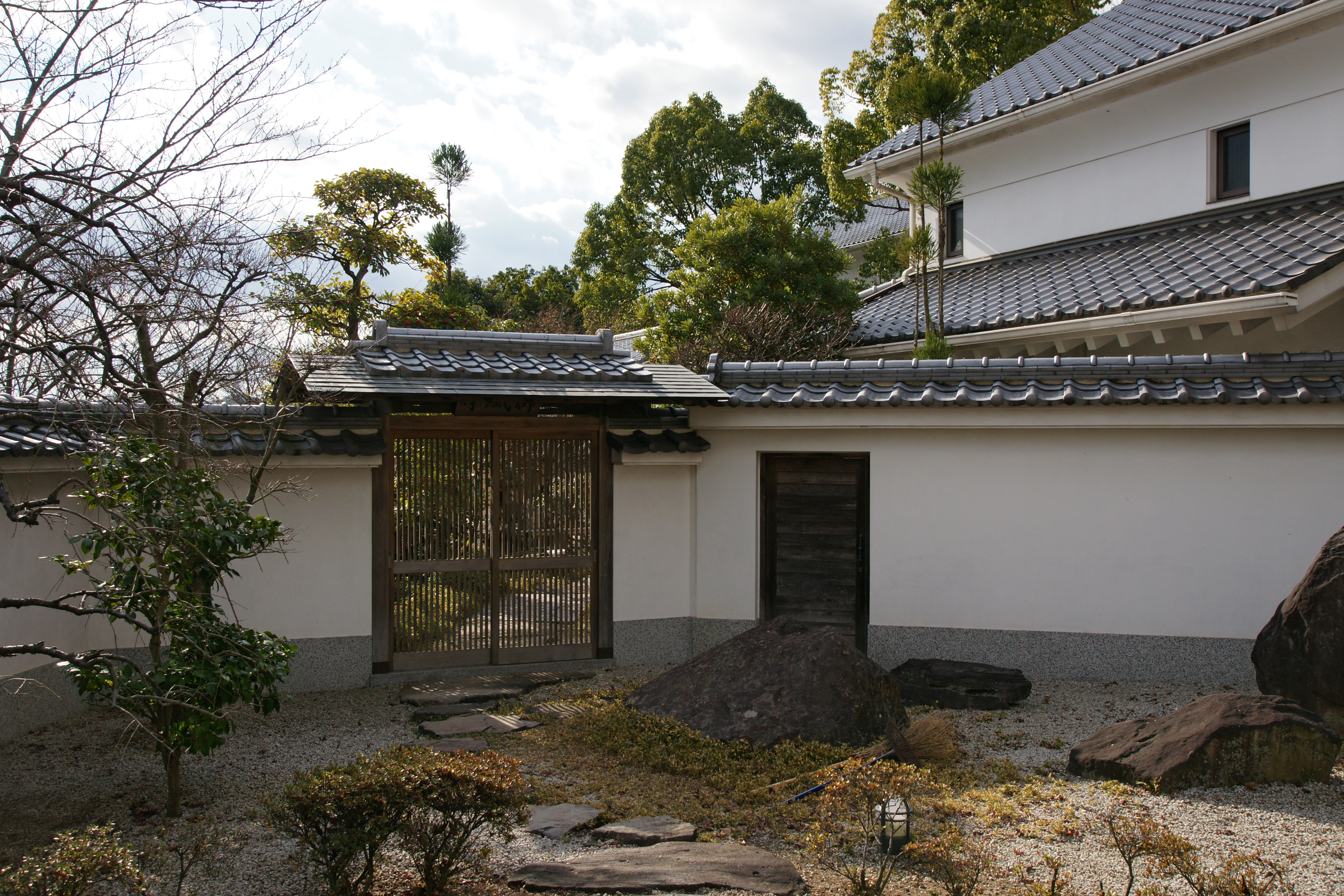
柳風亭

小野市立好古館（おのしりつ こうこかん）は兵庫県小野市にある歴史資料館。日本博物館協会会員館。博物館法に基づく兵庫県教育委員会指定施設（博物館に相当する施設）である。小野陣屋跡に立地する。

## 概要
小野藩の陣屋跡に建てられた小野小学校旧講堂を館施設として使用し、1990年（平成2年）に開館した。旧小野藩藩主「ー柳家文書」を所蔵する施設で、小野市の歴史、風土、民俗、芸能、文化に関する資料の収集・保存・公開を行う。茶室「柳風亭」および庭「柳風園」を併設しており、そこで茶会等わび・さび文化の体験行事が定期的に開催される。
展示室のほか研修室を備え、地域の生涯学習の拠点にもなっている。
本館は、2006年（平成18年）度に兵庫県の景観形成重要建造物に指定された。

## 行事
- 特別展 - 年2回（春と秋）
- 企画展 - 年2～3回
- 好古館に奏でる音楽会 - 年4回
- さくら茶会 - 4月5日
- 柳風園 観月茶会 - 10月3日
- 歴史体験事業
- 体験学習 - 新春着付体験（1月）、ひな祭り着付体験（3月）、親子十二単着付（5月）、鎧着付（5月）、サマースクール（8月）

## 施設
- エントランスホール - 吹き抜けのエントランスホールには、ほぼ実物大の浄土寺阿弥陀三尊像のスライド（高さ560センチメートル、幅701センチメートル）と浄土堂の柱のレプリカが設置されている。これらは1981年（昭和56年）に神戸市で開催されたポートピア'81の兵庫県館に展示されていたものである。
- 常設展示室1 - 小野の歴史
- 常設展示室2 - 近代・先覚者
- 研修室
- 和室
- 茶室『柳風亭』
- 庭園『柳風園』 - 上田三四二の歌碑

## 収蔵資料
- 31,200 点（2009年3月末現在）
  - 歴史資料 - 21,601点
  - 民俗資料 -  8,852点
  - 考古資料 -  231点
  - 自然資料 -  63点
  - 伝統産業資料 -  98点
  - 近現代美術資料 -  355点

## 利用情報
- 開館時間 -  9時30分 - 17時（入館は16時30まで。柳風亭の開館時間は9時 - 20時）
- 休館日 - 月曜日（祝日・振替休日の場合は翌日）、12月28日～1月4日
- ひょうごっ子ココロンカードの対象施設になっている。

## 交通アクセス
- 神戸電鉄粟生線 小野駅 徒歩約3分
- 三宮バスターミナルで急行バス「西脇」行き乗車、「小野本町一丁目」下車、徒歩約10分
- 明石駅前バス停で「社」行き乗車、「小野本町一丁目」下車、徒歩約10分。

## 周辺史跡・寺社
- 小野陣屋跡
- 金鑵城跡（金鑵城遺跡広場）
- 河合城跡
- 河合西廃寺跡
- 河合廃寺跡
- 河合館跡
- 広渡廃寺跡（国史跡広渡廃寺跡歴史公園）
- 小堀城跡
- 浄土寺（新西国三十三箇所観音霊場）
- 鈴之宮神社
- 住吉神社
- 近津神社
- 堀井城跡（堀井城跡ふれあい公園）
- 来迎院（五輪卒塔婆板碑は小野市指定文化財）

## 周辺施設
- あお陶遊館アルテ
- イオン小野店
- おの桜づつみ回廊
- 小野子午線公園
- 小野商店街
- 小野市立小野小学校
- 鴨池公園
- かわい快適の森
- 共進牧場
- 鍬渓温泉
- 白雲谷温泉ゆぴか
- ひまわりの丘公園
- 兵庫県立小野高等学校
- 平池公園
- ホテルルートイン小野

## 周辺道路
- 国道175号
- 兵庫県道23号三木宍粟線